# Mistrovství Evropy ve fotbale hráčů do 21 let 1990
Mistrovství Evropy ve fotbale hráčů do 21 let 1990 bylo sedmým ročníkem tohoto turnaje. Vítězem se stala sovětská fotbalová reprezentace do 21 let.

## Kvalifikace
Hlavní článek: Kvalifikace na Mistrovství Evropy ve fotbale hráčů do 21 let 1990
Celkem 30 týmů bylo rozlosováno do osmi skupin po třech, resp. čtyřech týmech. Ve skupinách se utkal každý s každým doma a venku. Vítězové skupin následně postoupili do vyřazovací fáze hrané systémem doma a venku.

## Vyřazovací fáze

### Čtvrtfinále
| Domácí v 1. zápase | Celkem | Hosté v 1. zápase | 1. zápas | 2. zápas |
| ------------------ | ------ | ----------------- | -------- | -------- |
| Itálie             | 3:2    | Španělsko         | 3:1      | 0:1      |
| Jugoslávie         | 3:0    | Bulharsko         | 2:0      | 1:0      |
| Sovětský svaz      | 3:2    | SRN               | 1:1      | 2:1 (p.) |
| Československo     | 1:6    | Švédsko           | 1:2      | 0:4      |

### Semifinále
| Domácí v 1. zápase | Celkem  | Hosté v 1. zápase | 1. zápas | 2. zápas |
| ------------------ | ------- | ----------------- | -------- | -------- |
| Jugoslávie         | (v) 2:2 | Itálie            | 0:0      | 2:2      |
| Švédsko            | 1:3     | Sovětský svaz     | 1:1      | 0:2      |

### Finále
| Domácí v 1. zápase | Celkem | Hosté v 1. zápase | 1. zápas | 2. zápas |
| ------------------ | ------ | ----------------- | -------- | -------- |
| Jugoslávie         | 3:7    | Sovětský svaz     | 2:4      | 1:3      |